# 张东荪
張東蓀（1886年12月29日—1973年6月2日），原名張萬田，字東蓀，以字行，笔名圣心，晚年自号独宜老人，浙江杭州府錢塘縣人。中国哲学家、政治活动家、政论家、报人。曾为研究系、中国民主社会党领袖之一，中国民主同盟中央常委、秘书长。1949年以后留在中国大陆。1950年代初被控向美国泄漏国家机密情报，文化大革命中死于狱中。

## 生平
張東蓀家族幾代為官，父張上禾在直隸（今河北）多地任知縣。1886年12月29日，張東蓀生於直隸內邱縣（今河北省邯鄲市內丘縣），幼年隨父親在河北生活，七歲時母親去世，由兄長張爾田和他的好友孫德謙啟蒙。1905年，被官派留学日本，先后就读于东京帝国大学哲学系、私立哲学館。在東京，結識了梁啟超門下的張君勱和藍公武，並且和藍公武同住共學。1906年10月，加入愛智會，創辦《教育》月刊。
辛亥革命爆发前夕，张东荪回国。1912年，他参加南京临时政府并任临时政府内务部秘书。南京临时政府解散后，他列名孙中山新建的国民党之中，又与梁启超及进步党关系密切，虽然没有正式入党，但当时被人视为进步党骨干。此后，他进入报界，发表了大量政论文章，走第三种路线，既反对袁世凯复辟，又不支持孙中山的二次革命，同时企图调和国民党与进步党的关系。他曾经先后任《庸言》杂志、《興華》杂志、《社會主義硏究》杂志、《正誼》杂志等报刊的主筆。1917年起，他接替张君劢主编研究系报纸《时事新报》。1918年3月，他创办该报副刊《学灯》，该副刊与北京《晨报》副刊《副镌》、《民国日报》副刊《觉悟》、《京报》副刊并称新思潮四大副刊。
1918年，他和梁启超共同领导由进步党演变而来的研究系参与国会选举，尝试成为第一大党，但被段祺瑞皖系军阀支持的安福俱乐部所败。从此他放弃直接的政治活动，转入思想界。1919年（民国8年）9月，他在北京创刊《解放与改造》杂志（翌年该杂志更名为《改造》）并任总編輯。1920年3月，他和梁启超等人发起講学社，并于同年9月邀请英国哲学家、基尔特社会主义学者伯特兰·罗素来华。1920年，他还在上海参与筹办中国公学，并任大学部部長兼教授，后因经费问题而辞去大学部部长职务。1920年，他曾参加过陈独秀在上海组织的马克思主义研究会，但是拒绝参加共产国际以及共产党。1920年，张东荪为大韩民国临时政府所发刊的报刊杂志之一的上海《新韩青年》杂志发稿发刊祝词。1924年，他不再担任上海《时事新报》主编，专任上海中国公学教授。1927年（民国16年）8月，他与瞿世英创办中国第一个哲学研究专刊《哲学評論》杂志。1934年，张东荪任图书《唯物辩证法論战》的主編，站在唯心論的社会主义者的立場批判当时的马克思列宁主义（即，辩证唯物主义）。1928年至1930年间，张东荪任上海光华大学文学院院长兼哲学系教授。1925至1927年间，张东荪任上海中国公学大学部部长及教授，并在张君劢的上海自治学院兼任哲学教授。1930年，他任北平燕京大学哲学系教授。

### 从中国国家社会党到民盟
1932年（民国21年）4月，他和張君勱在北平成立了中国国家社会党，并发行机关报《再生》月刊。同年（民国21年）9月，他兼任清华大学文学院哲学系教授。1934年（民国23年）12月，張君勱应广东地方实力派陳济棠的聘请，到广州创办学海書院，張東荪任院長。两广事变陳济棠失势，收到清华校长梅贻琦之邀请，張東荪离开广州，此后他任清华大学文学院代理院长兼任《文哲月刊》首席主编、清华大学研究生院文哲导师、国民政府行政院駐北平政務整理委員会参議。
1937年（民国26年）抗日战争爆发后，张东荪决定留在北平，任燕京大学哲学系主任兼任国防参議会参議員。1938年（民国27年）6月，他任国民参政会参政員（后来他继续任第二届国民参政会参政員）。1941年（民国30年），中国国家社会党和統一建国同志会改组为中国民主政团同盟，他任中央常務委員（後兼任秘書長）。他在日本占领的北平（当时已经被傀儡政府改称北京），在燕京大学和中国大学任教。他主张国共合作，同时与中共地下党接触，并曾介绍燕京大学等校的学生到中共抗日根据地交流。
日本对美国宣战后，燕京大学被强占。1941年12月，留在燕京大学的張東荪被日軍逮捕收监。当时張東荪被要求参加日本傀儡政权，但这遭到了他的拒绝。此后他被判缓刑保释出狱，但日本方面不许他离开北京，所以他实际上处于被软禁的状态，他遂一心写作。1944年（民国33年），中国民主政团同盟改组为中国民主同盟（民盟），他继续当选中央常務委員。

### 和張君勱絶交、促成北平和平易幟
日本投降后，1946年1月他参加在重庆召开的政治协商会议，任军事组召集人及综合委员会委员，并在会议上提出“政治民主化”、“军队国家化”两个原则。同年8月，張君勱领导中国国家社会党同中国民主憲政党合并成立中国民主社会党，表明了支持蔣中正的态度。同年11月，中国民主社会党出席制憲国民大会，脱离了民盟。倡导走「中間路線」、不满中国国民党一党独裁的張東荪遂对張君勱发出絶交宣言，退出中国民主社会党，继续留在民盟。1947年1月，他在中国民主同盟一届二中全会上当选为中国民主同盟秘书主任。1月21日，蔣中正接見中國民主同盟秘書主任張東蓀:8266。4月5日，民主社會黨梁秋水、張東蓀由北平函伍憲子、胡海門，質詢參加政府理由:8328-8329。1948年底，在解放軍攻勢下，張東荪作为傅作义的代表与中共代表秘密谈判，促使北平以和平的方式轉由中共統治。。

### 出卖国家机密在狱中死亡
中華人民共和国成立後，張東荪留在中国大陸。此後，他任中国民主同盟中央常委、中国人民政治協商会議全国委員会委員、中国人民外交学会顾问、中央人民政府委員、政務院文化教育委員会委員，并在清华大学任代校长等职。1951年，他被指控向美国出卖中华人民共和国政府重要情报，1952年他被免去政府职务，并被民盟开除，但工资照发。文革开始后，张东荪由于身体原因长期于铁路医院住院治疗，偶尔回到北京的家中，1973年，张东荪本人死在监狱中，他的三个儿子，两个自杀，一个被长期关押后精神失常。他的两个孙子被判重刑，长期监禁。

#### 出卖国家机密案4种说法

##### 说法之一
在叶剑英养女、前《光明日报》记者、民运人士戴晴的《在如来佛掌中──张东蓀和他的时代》一书中写道：1949年9月，中国人民政治协商会议选举中央人民政府主席，时576名代表投票，毛泽东得575票。众人认为毛泽东谦虚，所以少了一票，但毛泽东投自己赞成票。此事原本只有毛、张二人知晓，但毛泽东要求追查，后来张东荪投反对票一事被查出。何祚庥曾對張東蓀女兒张宗烨说：「这麼些年都没告诉你，当时我们可是大大地保了你。你到所里一直是内控使用。……我们给你说了好多好话。其实对你一直就是一种……。刚刚解放，中央人民政府选毛泽东当主席……结果这里边居然有一张反对票。当时他们就猜，唯一的可能就是你爸爸幹的。虽然不能肯定，但他们猜除了他不会有别人。」。此书出版后这种说法开始流传，但华东师范大学教授杨奎松对此说表示怀疑。此说法只有戴晴自己写的书里提到过，尚无其他文献可证实此事，是否只是文学创作，尚无法证实。

##### 说法之二
据说，1949年10月，有人向北京市公安局举报说张东荪有电台一部，正谋求和美国通讯。1950年9月，据说又发现张东荪给某人的一封信 ，信中对美国大加吹捧。这两件线索将张东荪纳入公安部门的视线。据说1950年初北京市公安局侦讯处破获美国间谍王正伯案，王交代了张东荪向美国原驻华大使司徒雷登出卖情报的情况。侦讯处又经过一年多的侦察，根据相关证据，认为张东荪屈从于司徒雷登的压力，把抗美援朝中国出兵的具体日期和国家财经预算等国家核心机密，编成情报，经人送到香港，然后转交到司徒雷登手中。如果张东荪罪行属实，可以依法逮捕，受到惩处。但是，中共对他与知识界一些「崇美思想严重」的人劝诫、教育，未经审判。或称，1952年2月至9月，张东荪在燕京大学作了5次检查，最后一次检查交代了通过王正伯向美国提供国家机密情报。

##### 说法之三
当时朝鲜战争爆发在即，张东荪认为中共“一边倒”的外交方针不符合中国利益，他想利用自己以前曾作为“国共调人”的资格以及与司徒雷登的关系，私下调解中美关系，和一个名叫王志奇，自称有美国背景的人建立关系。张东荪要王给美国国务院传话：“打起仗来千万不要打中国，留着中国，且看将来。”又将可有“合作希望”的政协民主人士名单和当时尚属于国家机密的《国家预算收入和商農所占的比例》交给王。后来王志奇被捕，交代了与张的关系。张东荪辩解说，他是出于让中国避遭第三次世界大战之灾，才进行他的所谓“个人外交”，他拒不承认“叛国”和“美国特务”的罪名，只是就无意泄露国家机密，自请处分。王志奇到底是美国特务，还是骗子，至 2018 年尚未澄清。

##### 说法之四
梁漱溟回忆：
临末我因受张东荪之托，提到张东荪犯罪问题。张的为人聪明特殊，久在学术思想界享有高名，与我相熟数十年。北京城的解放，他亦是奔走城内外之一人。1949年建国，组织中央人民政府，列居六十名委员之一。殊不料他亲美、惧美(注：这时他是美国人办的燕京大学教授)，竟受一特殊间谍的诱惑，甘心为美国务院提供情报，窃以政府会议文件密授之。此特务被捕，供出其事。张内心慌乱，如醉如狂，寝食俱废，我既恨之，又悯之，虽无意为之求情，亦愿探悉主席将如何处理。不意主席于此事竟不见恼怒，回答我说：此事彭真来向我详细报告了。彭真要捉起他来，我说不必。这种秀才文人造不了反。但从此我再不要见他；他再不能和我们一起开会了。想来他会要向我作检讨的，且看他检讨得如何吧!

　　是日谈话至此为止；我告退时，主席说：不忙嘛!我说，到四点钟了。主席说，那么，我们去开会。原来此日中央人民政府会议地点就在隔壁勤政殿，主席主持开会，我则同其他政协委员列席后座。

## 著作
他的著作很多，主要有：
- 《科学与哲学》（1924）
- 《人生观》（1928）
- 《新哲学论丛》（1929）
- 《精神分析学》（1929）
- 《道德哲学》（1930）
- 《哲学》（1931）
- 《现代伦理学》（1932）
- 《现代哲学》（1934）
- 《唯物辩证法论战》（1934）
- 《价值哲学》（1934）
- 《认识论》（1934）
- 《知识与文化》（1946）
- 《思想与社会》（1946）
- 《理性与民主》（1946）
- 《民主主义与社会主义》（1948）

## 家庭
- 曾祖：张裴曾任嘉定知县、泰州知州。
- 祖父：张之杲（1792年-1853年），號東甫公，錢塘縣附貢生。報捐知縣，分發江蘇，1830年署華亭縣知縣，1832年起任嘉定、吴江、阳湖、长洲等县知县，1843年昇授泰州知州，逝於任上。後被追贈道銜，恩荫一子，以知縣帰部候選。1886年奉旨崇祀泰州名宦祠。著有《初日山房詩集》六卷、《泰州保衛記》一卷。
- 大伯：張上運，早夭。
- 二伯：張上綬，早夭。
- 父：张上禾（1839年-?），曾任直隶昌黎、博野、宁县、万全、内邱、静海、元城知县。
- 母：陳氏（1854年-1893年），爲顺天府府丞陳寳禾之女，山東候补鹽大使陳璋之妹。
- 長兄：张尔田（1874年-1945年），近代著名学者、词人，曾官刑部主事、知县、候补知府，燕京大学国学总导师。
- 長嫂、舅表姐陳氏，16岁過門後不久病逝；继嫂潘氏。
- 二哥：早夭。
- 三哥：早夭。
- 妻：吳紹鴻
- 长子：张宗炳，美国康奈尔大学生物學博士、北京大学生物系教授。后因“张东荪出卖国家机密案”而和张东荪同时被逮捕。在狱中精神错乱，1975年释放后，才逐渐恢复。
- 次子：张宗燧，英國剑桥大学数學博士、中国科学院数学所研究员、中国科学院学部委员，文革中于1969年在中关村宿舍自杀。
- 三子：张宗颖，日本早稻田大學化學博士，在天津市文化用品公司工作，1966年与妻吕乃朴在遭“斗争”后一同自杀。
- 女儿：张宗烨为核物理学家、中国科学院学部委员。
- 两个孙子张鹤慈（张宗炳子）、张佑慈（张宗颖子）均在文革中被判重刑，关押劳改10多年。

## 思想
他早年好佛学，研读佛经，由此培养了对哲学的兴趣。在日本时，他接触西方哲学、心理学和科学，思想开始转变。五四运动前后，一方面反对旧思想，提倡“彻底输入西方文化”，尤其是西方哲学；一方面宣传改良社会主义，但受到马克思主义者批评，影响有限。
1923年，在科玄论战中，他支持玄学派，反对科学的人生观。1929年，他在论文集《新哲学论丛》中初步构建了自己的哲学体系：“泛架构主义”和“层创进化”的宇宙观、“主智的创造的”人生观和“交互作用”的认识论。1931年12月，在《哲学评论》上发表《条理范畴与设准》，开始提出新的认识论观点。1932年他提出了“认识的多元主义”。他对西方道德学和价值论的介绍，曾引起较大反响。1930年代，张东荪已被公推为“中国新唯心论领袖”。1930年代，他曾发起与马克思主义哲学唯物辩证法的论战。
1940年代末《观察》杂志关于“自由主义往何处去”的争论中，他提出“社会的计划性与文化上的自由主义并存”的主张。
章诒和说，1952年2月翦伯赞批判张东荪，定性為“反苏、反共、反馬列主義”，列举了以下言論作例证：
1. 张东荪在1931年出版的《道德哲学》一书里，就说‘资本主义不会灭亡，共产主义不能实现。如实现则劳动者就会饿死’。又说‘把马克思主义列为学说，乃人类之奇辱，是思想史上的大污点’。
2. 在1934年出版的《唯物辩证法论战》一书里，张东荪说‘马克思派的企图不但不会成功，其结果只弄成既非科学又非哲学的东西，终谓四不像而已’。
3. 在1946年出版的《思想与社会》一书里，张东荪说‘无产阶级专政是不民主的，结果必变成少数人的专政，而决不是无产阶级专政’。

## 延伸阅读
- 葉其忠：〈曲高和寡：「張東蓀談唯用論」在現代中國思潮的意義平議 （页面存档备份，存于）〉。
- 葉其忠：〈「知識即生活」：從張東蓀與張君勱間的一場辯論看張東蓀早期認識論的核心 （页面存档备份，存于）〉。
- 葉其忠：〈西化哲學家張東蓀及其折衷論論證析義 （页面存档备份，存于）〉。
- 葉其忠：〈張東蓀是何意義的「唯心主義者」？ （页面存档备份，存于）〉。
- 谢泳，再说张东荪